# Melanocetus niger
Melanocetus niger is een straalvinnige vissensoort uit de familie van de hengelaarvissen (Melanocetidae). De wetenschappelijke naam van de soort is voor het eerst geldig gepubliceerd in 1925 door Regan.